# Sphecodes monilicornis
Sphecodes monilicornis là một loài ong trong họ Halictidae. Loài này được Kirby miêu tả khoa học đầu tiên năm 1802.